# Brahim Kerrit
Brahim Kerrit (arabe : إبراهيم كرّيت), né le 2 octobre 1940 au Kef et décédé le 22 avril 2012, est un footballeur international tunisien. Il mesure 1,65 m.
Il participe notamment aux Jeux olympiques d'été de 1960 organisés à Rome. 

## Biographie
Il s'installe à Tunis avec sa famille alors qu'il a 2 ans, dans le quartier populaire de Djebel Lahmar où la principale passion des enfants est le football. À l'âge de 13 ans, il signe sa première licence au Stade tunisien avant que, à l'âge de 18 ans, l'entraîneur Ahmed Benelfoul ne le lance parmi les seniors. Côtoyant Noureddine Dioua et Hédi Braïek ainsi que le jeune Moncef Cherif, il s'impose rapidement comme un ailier gauche incontournable et d'une grande efficacité.
Une carrière professionnelle s'offre à lui sous les couleurs de l'OGC Nice mais il n'arrive pas à s'imposer et perd sa place en équipe nationale de Tunisie. Deux ans après, il retourne à son club d'origine où il joue pendant six autres saisons puis décide de laisser sa place aux jeunes. Il rejoint successivement le Club sportif de Hammam Lif et le Club sportif des municipaux.
Ses frères Abdeljelil, Mohamed et Naceur ont également été footballeurs ; les deux derniers ont été des internationaux.

## Parcours

### Clubs
- 1953-1958 : Stade tunisien (catégories jeunes)
- 1958-1962 et 1964-1970 : Stade tunisien (175 matchs et 38 buts en championnat de Tunisie ; 27 matchs et cinq buts en coupe de Tunisie)
- 1962-1964 : OGC Nice (26 matchs et un but)[1]
- 1969-1970 : Club sportif de Hammam Lif (seize matchs et un but en championnat de Tunisie)
- 1970-1971 : Entraîneur-joueur du Club sportif des municipaux (division 3) qui bat en coupe de Tunisie le Football Club de Jérissa (alors en Ligue 1) 1-0 en seizièmes de finale (but de Brahim Kerrit)

### Sélection nationale
C'est l'entraîneur Milan Kristić qui le titularise en équipe de Tunisie à la place de Mejri Henia. Il dispute sa première sélection contre l'équipe de Tchécoslovaquie espoirs (0-4) le 17 juillet 1960, puis participe aux Jeux olympiques d'été de 1960 organisés à Rome. Sa carrière internationale se termine le 10 décembre 1961 contre le Nigeria, totalisant alors 19 sélections et sept buts.